# エクサビット
エクサビット (exabit) は情報や記憶装置の単位であり、Ebit または Eb と略記される。
- 1エクサビット = 1018ビット = 1,000,000,000,000,000,000ビット

1ペタビットの1,000倍である。1テラビットは 125 ペタバイトと等しく、8テラビットで1エクサバイトとなる。
1エクサビットは260ビットの慣用値でも使われているが、混用を避けるため260ビットはエクスビビットを使うことが推奨されている。260ビット=1,152,921,504,606,846,976ビットと1018ビットは、およそ15%の差がでる。